# Ойш-ду-Байру
Ойш-ду-Байру (порт. Óis do Bairro)  —  район (фрегезия) в Португалии,  входит в округ Авейру. Является составной частью муниципалитета  Анадия. Находится в составе крупной городской агломерации Большое Авейру. По старому административному делению входил в провинцию Бейра-Литорал. Входит в экономико-статистический  субрегион Байшу-Воуга, который входит в Центральный регион. Население составляет 517 человек. Занимает площадь 3,59 км².
Покровителем района считается Андрей Первозванный (порт. Santo André). 